# Limesstadt

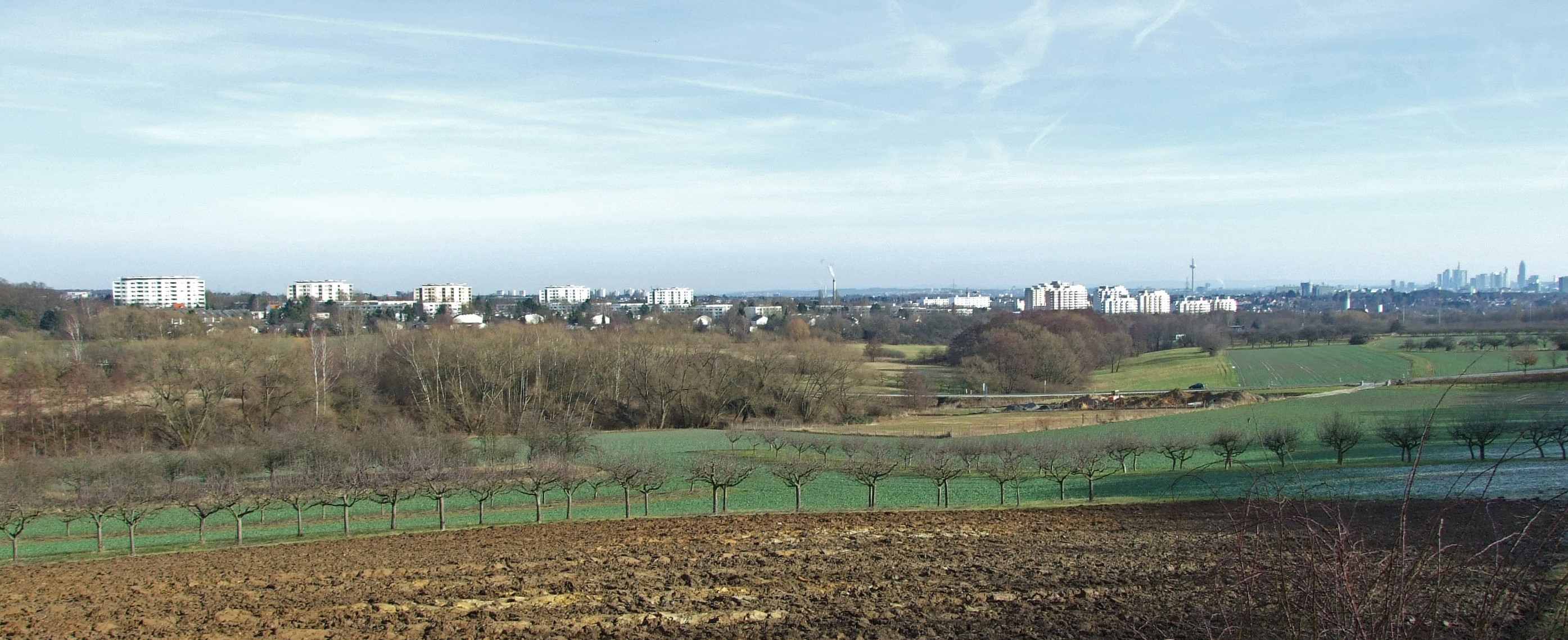
Blick von Bad Soden-Neuenhain auf Schwalbach-Limesstadt

Die Limesstadt oder Wohnstadt Limes ist nach der Nordweststadt und Wiesbaden-Klarenthal die drittgrößte Großwohnsiedlung im Rhein-Main-Gebiet. Sie liegt auf dem nördlichen Gebiet der Stadt Schwalbach am Taunus am westlichen Stadtrand von Frankfurt am Main.
Die Siedlung entstand zwischen 1962 und 1973 nach einem städtebaulichen Entwurf von Hans Bernhard Reichow. Dieser hatte 1959 einen entsprechenden städtebaulichen Wettbewerb für sich entschieden. Die Siedlung umfasste auf rund 100 Hektar Fläche 3000 Wohnungen und wurde für rund 10.000 Einwohner ausgelegt. Ende 2004 lebten jedoch nur noch 6662 Menschen in der Limesstadt. Dies ist vor allem auf die Überalterung der Bevölkerung des Stadtteils zurückzuführen. So betrug der Bevölkerungsanteil der Bewohner über 65 Jahre im Jahr 2004 rund 24 % gegenüber einem Kreisdurchschnitt von rund 18 %. Mit dem Einsetzen eines Generationswechsels und dem erwarteten Zuzug junger Familien in den kommenden Jahren dürfte die Einwohnerzahl wieder steigen.

## Geschichte
In den 1950er Jahren herrschte im Rhein-Main-Gebiet, wie überall in Deutschland, Wohnungsnot. Zum allgemeinen Wohnraummangel kam der Wunsch vieler Menschen, die engen Innenstädte zu verlassen und eine Wohnung „im Grünen“ zu beziehen, ein Phänomen, das auch als Suburbanisierung beschrieben wird.
Die Gemeinde Schwalbach hatte damals etwa 4000 Einwohner, lag günstig am Rande Frankfurts und verfügte über große landeseigene Flächen. Der ebenfalls landeseigene Entwicklungsträger Nassauische Heimstätte wählte deshalb Schwalbach als Standort für eine Wohnstadt im Grünen, die die neuesten Erkenntnisse modernen Städtebaus berücksichtigen sollte. Ein bundesweit ausgeschriebener Architektenwettbewerb sollte den besten Entwurf ermitteln. Sieger wurde Reichow, der zuvor am Aufbau Wolfsburgs mitwirkte und die bekannte Sennestadt bei Bielefeld plante. Reichow war außerdem einer der wichtigsten Planungstheoretiker der Nachkriegszeit; sein Werk Die autogerechte Stadt (1959) hatte großen Einfluss auf den westdeutschen Städtebau seiner Zeit.
Der Baubeginn der Limesstadt wurde im Mai 1962 mit einem großen Volksfest gefeiert. Bereits Ende 1964 zogen die ersten Mieter in die noch längst nicht fertiggestellte Wohnstadt. Erst im August 1973 konnte die Bautätigkeit mit der Einweihung des Rathauses abgeschlossen werden. Die zwischenzeitliche Erhebung der Muttergemeinde Schwalbach zur Stadt (mit damals 13.900 Einwohnern) am 9. Mai 1970 war Höhepunkt einer rasanten Entwicklung.
Sowohl anlässlich des fünfzigjährigen Jubiläums des Wettbewerbs als auch des hundertzehnten Geburtstags des Stadtplaners gründete sich in Schwalbach 2009 die Hans-Bernhard-Reichow-Gesellschaft; mit initiiert von der damaligen Bürgermeisterin Christiane Augsburger, die in der Folge zur langjährigen stellvertretenden Vorsitzenden werden sollte. Dieser eingetragene Verein hat sich der Förderung des Studiums und des Erhalts der von Reichow entworfenen Bauprojekte verschrieben. Auch in Kooperation mit anderen Siedlungen und Städten des Architekten werden so u. a. Forschungsprojekte, Ausstellungen und Publikationen angestrebt.
2016 wurde von den Mitgliedern indes einstimmig der Umzug der Reichow-Gesellschaft von Schwalbach nach Ostwestfalen, in die Sennestadt, beschlossen.

## Struktur der Limesstadt

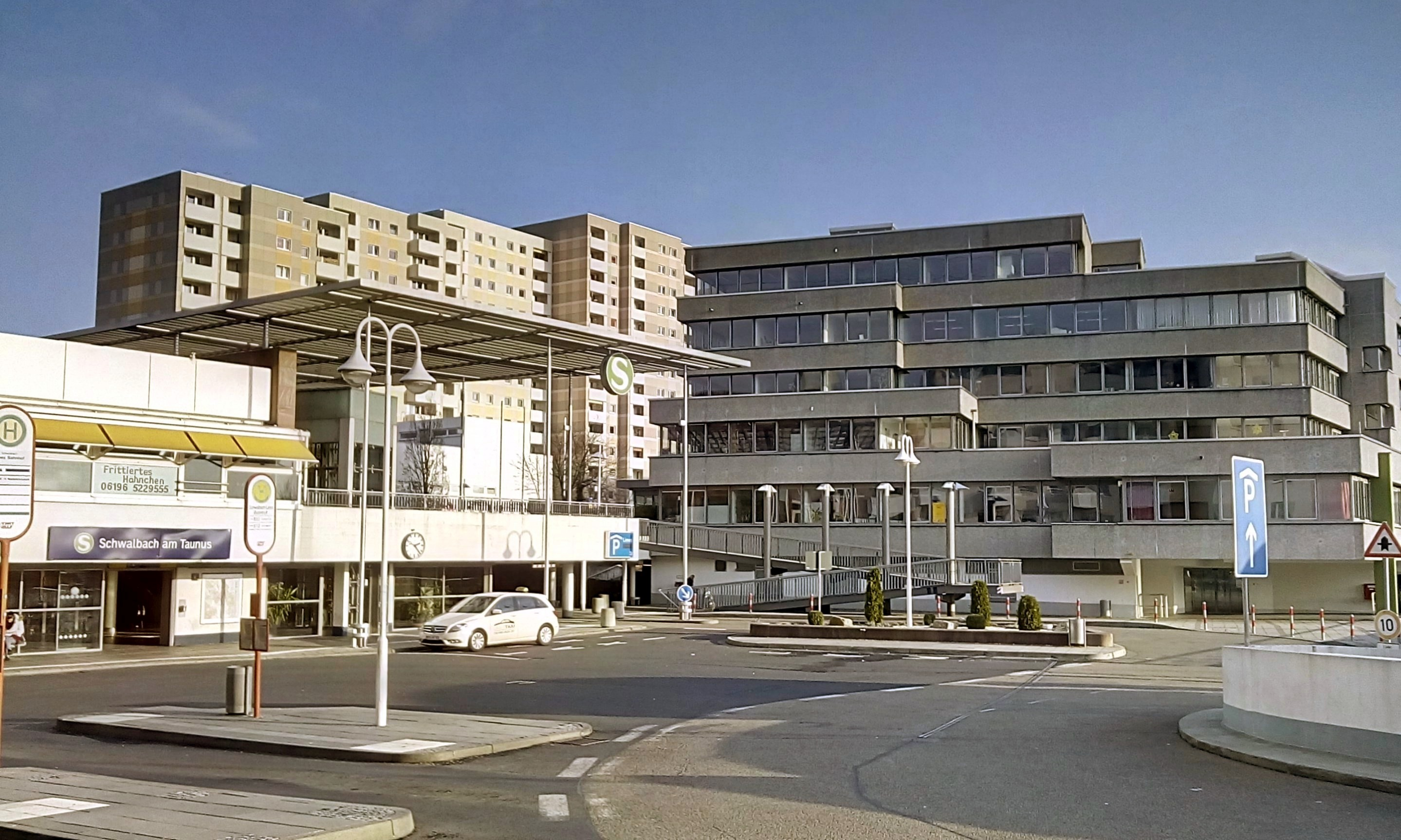
Im Anschluss an die Limesstadt befindet sich der Marktplatz, hier gesehen vom Busbahnhof der S-Bahn-Station aus, mit dem Einkaufszentrum Limes. Rechts im Hintergrund die Stadtverwaltung mit dem Rathaus, links ein monumentales Wohnhochhaus.

Reichow war Anhänger einer organischen Stadtbaukunst, die Stadt und Natur zu einer „stadtlandschaftlichen Einheit“ vereinte. Zahlreiche Grünflächen gliedern die Siedlung. Die Fuß- und Radwege verlaufen getrennt von den Straßen.
Die Haupterschließung verläuft über eine Ringstraße (Ost- und Westring). Von dieser zweigen zehn Stichstraßen nach innen ab, die äußere Bebauung liegt ebenso dicht am Ring. Das Rückgrat der blattförmigen Anlage bildet ein Park mit durchlaufendem Fuß- und Radweg (Mittelweg, bildlich der „Blattstängel“), der mit der Ringstraße und den Wendehämmern der Stichstraßen durch weitere Fußwege verbunden ist.
Die nordöstliche Begrenzung der Wohnstadt bildet eine Kleingartenanlage, die nordwestliche der Schwalbacher Wald, die südwestliche ein weiterer Park (Europapark) mit Sportplatz und Schwimmbad (seit 2001 geschlossen, Wiedereröffnung als Naturbad 2014). Im Südosten, am Übergang zum alten Schwalbach, dem Marktplatz, befindet sich die gesamte öffentliche Infrastruktur der Wohnstadt: Kindergärten, Schulen, Jugendhaus, evangelische und katholische Kirche, Einkaufszentrum, S-Bahnhof, Postamt, Bücherei und Rathaus. Die Gestaltung des Marktplatzes war Ergebnis eines weiteren Architektenwettbewerbs.
Rund ein Drittel der Gebäude sind Einfamilienhäuser, vor allem im Norden der Siedlung. Nach Süden hin verdichtet und erhöht sich die Bebauung, bis hin zum ehemaligen Schwarzen Riesen, einem monumentalen Wohnhochhaus am Marktplatz, das mittlerweile seine berühmte schwarze Fassadenverkleidung gegen eine hellere und buntere eintauschte.

## Limesspange und Limesbahn

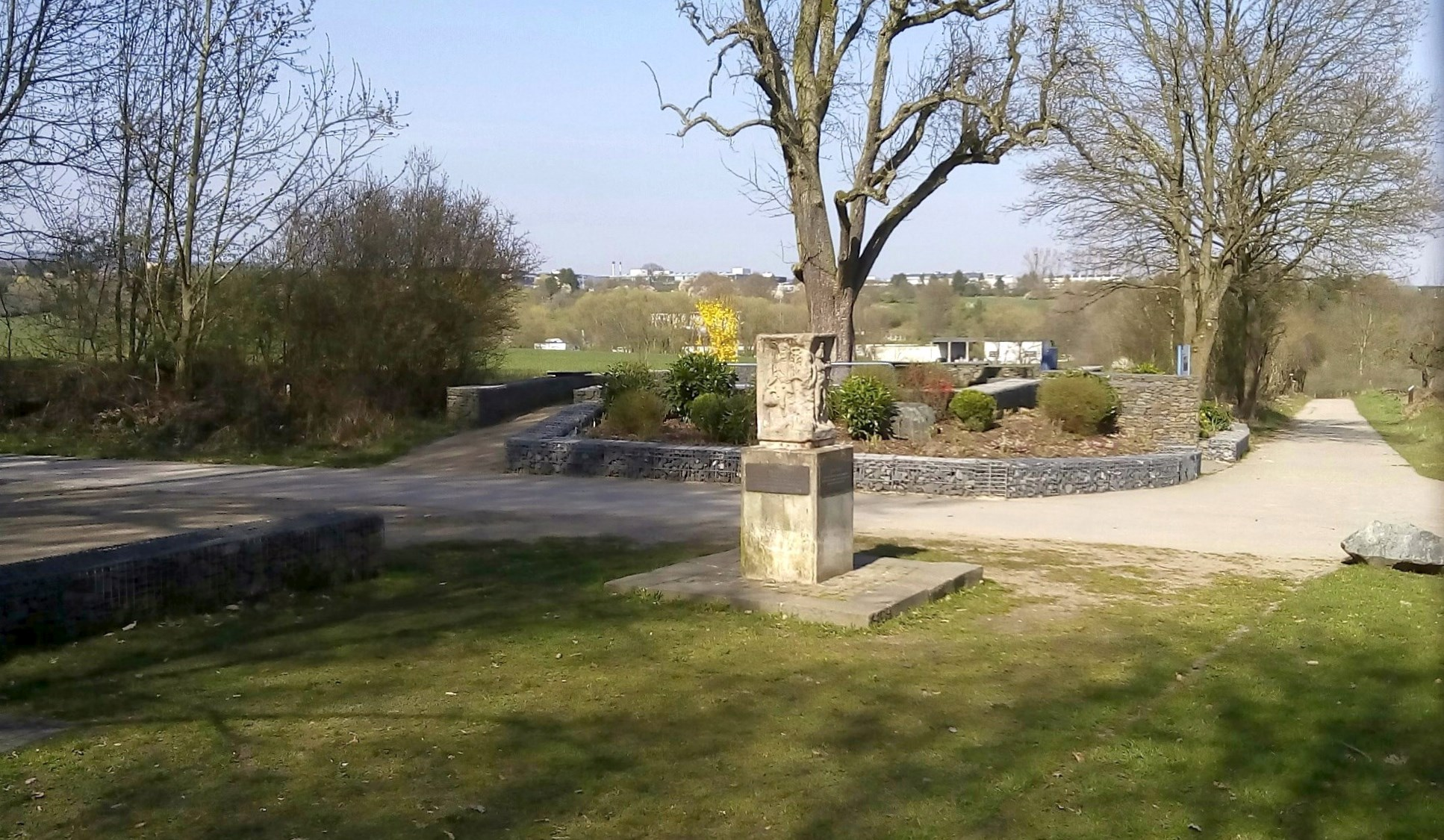
Der Viergötterstein in Schwalbach diente als Basis einer Jupitersäule, die ursprünglich wahrscheinlich in einer Villa Rustica (römischer Landsitz) stand.

Der Name Limesstadt war ein Arbeitstitel, der aufgrund römischer Funde und der guten Vermarktbarkeit schließlich beibehalten wurde. Der Obergermanisch-Raetische Limes verlief in der Nähe 10 Kilometer nördlich von Schwalbach durch den Hohen Taunus. Der Name wurde auch auf die beiden großen Verkehrsprojekte angewandt, mit der die Limesstadt am Südende erschlossen wurde: die Schnellstraße Limesspange und die Limesbahn, heute als S3 ein Teil der S-Bahn Rhein-Main.